# Топчиев, Дмитрий Александрович
Дмитрий Александрович Топчиев (28 октября 1940 — 12 февраля 2021, Москва) — советский и российский химик, лауреат премии имени С. В. Лебедева АН СССР (1984).

## Биография
Сын химика Александра Васильевича Топчиева.
После окончания Московского нефтяного института им. И. М. Губкина работал в Институте нефтехимического синтеза им. А. В. Топчиева РАН, с 1977 по 2001 год заведующий лабораторией химии полиэлектролитов и поверхностно-активных полимеров.
Доктор химических наук (1973), профессор. Диссертация:
- Радикальная полимеризация ионогенных мономеров : диссертация … доктора химических наук : 02.00.06. — Москва, 1973. — 338 с. : ил.

Сочинения:
- Катионные полиэлектролиты: получение, свойства и применение / Д. А. Топчиев, Ю. А. Малкандуев; Кабард.-Балкар. гос. ун-т им. Х. М. Бербекова. — М.: Академкнига, 2004. — 228 с. : ил., табл.; ISBN 5-94628-142-9 :
- Полимеризация ионизирующих мономеров / В. А. Кабанов, Д. А. Топчиев ; АН СССР, Ин-т нефтехим. синтеза им. А. В. Топчиева. — М.: Наука, 1975. — 222 с. : ил.

Умер 12 февраля 2021 г. от острой сердечной недостаточности.

## Награды
- Премия имени С. В. Лебедева (1984) — за цикл работ «Радикальная полимеризация ионизирующихся мономеров».
- Орден «Знак Почёта» (1986).